# Jones Creek
Jones Creek è un centro abitato degli Stati Uniti d'America, situato nella contea di Brazoria dello Stato del Texas.

## Società

### Evoluzione demografica
Secondo il censimento of 2000, c'erano 2.130 persone, 772 nuclei familiari, e 606 famiglie residenti nella città. La densità di popolazione era di 812,0 persone per miglio quadrato (313,9/km²). C'erano 835 unità abitative a una densità media di 318,3 per miglio quadrato (123,1/km²). La composizione etnica della città era formata dall'88,08% di bianchi, lo 0,52% di afroamericani, lo 0,28% di nativi americani, lo 0,61% di asiatici, l'8.26% di altre etnie, e il 2,25% di due o più etnie. Gli ispanici o latinos di qualunque razza erano il 18,17% della popolazione.
C'erano 772 nuclei familiari di cui il 35,9% avevano figli di età inferiore ai 18 anni, il 67,6% erano coppie sposate conviventi, il 6,1% aveva un capofamiglia femmina senza marito, e il 21,4% erano non-famiglie. Il 18,4% di tutti i nuclei familiari erano individuali e il 9,1% aveva componenti con un'età di 65 anni o più che vivevano da soli. Il numero di componenti medio di un nucleo familiare era di 2,76 e quello di una famiglia era di 3,14.
La popolazione era composta dal 29,3% di persone sotto i 18 anni, il 5,7% di persone dai 18 ai 24 anni, il 26,4% di persone dai 25 ai 44 anni, il 26,2% di persone dai 45 ai 64 anni, e il 12,3% di persone di 65 anni o più. L'età media era di 37 anni. Per ogni 100 femmine c'erano 105,8 maschi. Per ogni 100 femmine dai 18 anni in giù, c'erano 97,9 maschi.
Il reddito medio di un nucleo familiare era di 42.378 dollari, e quello di una famiglia era di 48.269 dollari. I maschi avevano un reddito medio pro capite di 40.694 dollari contro i 21.875 dollari delle femmine. The per capita income for the city was 20.023 dollari Circa il 7,3% delle famiglie e il 10,7% della popolazione erano sotto the poverty line, incluso il 16,7% di persone sotto i 18 anni e il 7,5% di persone di 65 anni o più.